# Ferronigerite-2N1S
La ferronigerite-2N1S è un minerale appartenente al gruppo della nigerite.